# Francisco das Chagas Pereira
Francisco das Chagas Pereira (Sumé, 2 de abril de 1944 - ?, ?) foi um policial militar, bancário e militante guerrilheiro do Partido Comunista Brasileiro, além de estudante de direito na Faculdade de Ciências Jurídicas. Francisco é considerado desaparecido desde o regime militar que ocorreu no Brasil. 

## Biografia
Filho de Leôncio Samuel Pereira e Judite Joventina Pereira, "Chico de Leôncio", como era conhecido, teve uma infância humilde, apesar da possibilidade de ir estudar na capital da Paraíba, João Pessoa. Ele só conseguiu com o auxílio de um amigo da família: o Desembargador Arquimedes Souto Maior, por quem Francisco manteve um carinho como "de pai". 
Em 21 de maio de 1962, ele ingressou na Polícia Militar, onde permaneceu até 12 de agosto de 1965. Ao longo dos anos que fez parte do corpo da Polícia Militar, ele atuou como Delegado nas cidades de Prata, Ouro Velho e São Mamede. Quando pediu dispensa, Francisco era Sargento do 2 Batalhão da Polícia Militar de Campina Grande.  
Pouco mais tarde, em 23 de agosto de 1965, Francisco ingressou no Banco do Nordeste do Brasil através de um concurso público. Iniciou no trabalho em Itaporanga e depois foi transferido para o município de Petrolina. Porém, seu contrato foi rescindido por justa causa, em 15 de abril de 1969 pelos atos de "improibidade" e "incontinência de conduta ou mau  procedimento".  
Francisco resolve se mudar para o Rio de Janeiro em 1970, seguindo as principais militâncias do PCB. No mesmo ano, passou a trabalhar na Embratel, no cargo de auxiliar administrativo. Companheiros de trabalho afirmam que Francisco sempre foi muito ativo e mantinha uma ótima relação com o diretor da empresa na época, o coronel Galvão, passando até a residir dentro da empresa, em um local improvisado. Segundo o irmão de Francisco, Almir Pereira Dornelo, no dia 06 de agosto de 1971, Francisco, movido pelo seu radicalismo, provocou uma pane elétrica no sistema de refrigeração da Embratel. A Polícia Militar emitiu um documento em que Francisco era responsável por imprimir e distribuir "material de cunho subversivo" e foi considerado o principal suspeito de colocar fogo em materiais da empresa. Depois deste acontecimento, ele nunca mais foi visto, nem na empresa, nem na faculdade. 

## Desaparecimento
Levando em consideração o desaparecimento de Francisco no dia do incêndio na Embratel, duas teses ganharam força. A primeira é de que o militante fora encontrado, torturado nas instalações da empresa e não sobrevivera às agressões. 
A outra tese é que Francisco fora para o Chile e estava apoiando um partido político. 
Em abril 2014, a chilena Cecília Hermosilla contatou a CEV-PB (Comissão Estadual da Verdade de Paraíba), alegando ter sido colega de Francisco das Chagas Pereira na Faculdade de Direito da Universidade do Chile, localizada em Santiago. O período por ela relatado seria de 1972 a julho de 1973. Uma série de documentos foram encontrados através de uma pesquisa nos arquivos do Ministério de Relações Exteriores (Seção de Arquivo Histórico e Seção de Correspondência Especial) e diretamente no Arquivo Nacional, comprovaram que Francisco de fato esteve em Santiago entre 1971 e 1973, mas não era membro da resistência, e sim contato representante militar junto à Embaixada do Brasil, situada em Santiago. 
Seu nome foi incluído no "Dossiê ditadura: mortos e desaparecidos no Brasil" (1964-1985), organizado pela Comissão de Familiares de Mortos e Desaparecidos Políticos.

### Investigação
Um documento do Centro de Informações da Polícia Federal alega que Francisco das Chagas Pereira havia sido morto durante atividades de guerrilha na Bolívia e, assim, solicitando que cessassem as buscas pelo corpo do militante. Entretanto, em 1975, um informe do Centro de Informações do Exterior (CIEX/MRE) foi exposto em janeiro, dizendo que haveria elementos subversivos brasileiros considerados perigosos no Chile e que o governo chileno os concedeu salvo-conduto. Nesta lista se encontrava o nome de Francisco das Chagas Pereira.
A família de Francisco sofreu grande preconceito por ter um filho comunista que foi taxado como terrorista e se viu obrigada a queimar todos os pertences do desaparecido, temendo que sofressem maiores retaliações. 
Um irmão do desaparecido, Francisco de Assis Pereira, que nasceu em 25 de janeiro de 1959, teria desaparecido misteriosamente na região do Brás, em São Paulo, porém não há qualquer informação que associe os dois desaparecimentos. 